# Lee Friedlander
Lee Friedlander (Aberdeen, Washington; 14 de julio de 1934) es un fotógrafo estadounidense.
Realizó estudios de fotografía en el Art Center School entre 1953 y 1955, al año siguiente se trasladó a Nueva York y estuvo trabajando en portadas de discos de música de jazz. En sus primeros trabajos se notaba la influencia de Eugéne Atget, Robert Frank y Walker Evans.
Su primera exposición monográfica la realizó en la George Eastman House de Rochester en 1963 en la que ya empezaba a explorar el paisaje urbano y a proporcionar un nuevo sentido a la fotografía documental. En la exposición realizada en el Museo de Arte Moderno de Nueva York en 1967 destacó junto a Diane Arbus y Garry Winogrand como representante de ese nuevo documentalismo y desde entonces ha realizado numerosas fotografías dotadas en muchos casos de sentido del humor.

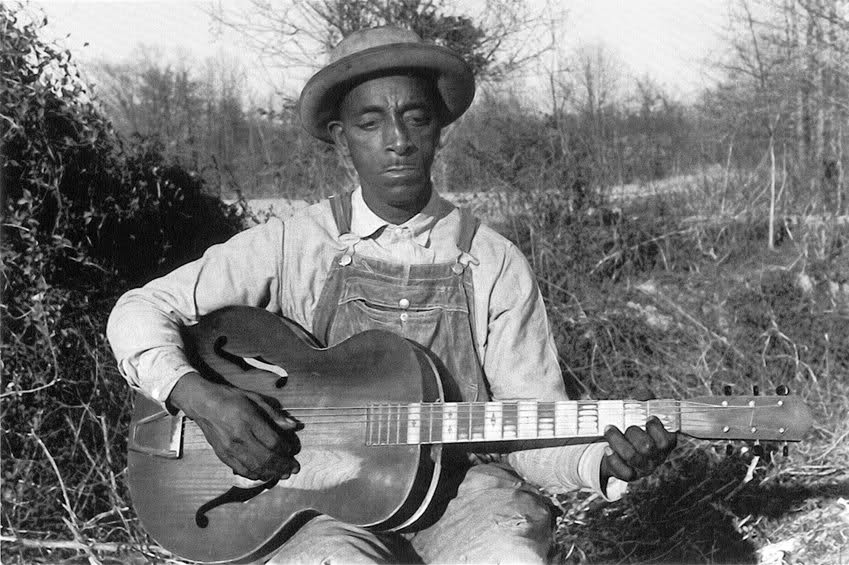
Mississippi Fred McDowell 1960

Uno de sus trabajos más significativos fue el análisis del caos en la vida cotidiana de la generación de los años cincuenta para lo que contó con una beca de la John Simon Guggenheim Memorial Foundation en 1960, 1962 y 1970, fruto de esta investigación fue el libro The American monument y la exposición en la Galería Corcoran titulada The nation's capital in photographs. En 1958 logró la recuperación de los negativos de Ernest James Bellocq que contenían una serie de retratos sobre las prostitutas de Nueva Orleans a principios del siglo XX, con la colaboración con Susan Sontag y  John Szarkowski dio lugar al libro titulado Bellocq : photographs from Storyville, the red-light district of New Orleans. Aunque también son muy conocidos la serie de desnudos que realizó a Madonna en 1979 al comienzo de su carrera, publicadas por Playboy en 1985.
Al estar enfermo de artritis tuvo que ser operado de la rodilla y estar recluido en su casa, durante ese tiempo realizó una serie de fotografías que publicó en su libro Stems (Tallos) en 2003. En el año 2005 el MOMA realizó una exposición retrospectiva de su obra, recibiendo ese mismo año el premio internacional de la Fundación Hasselblad.